# Yutyrannus
Ютиранус (Yutyrannus — «оперений тиран») — рід процератозаврових тиранозавроїдних динозаврів, до якого належав єдиний відомий вид — Yutyrannus huali. Цей вид існував на початку крейдяного періоду на території сучасного північно-східного Китаю. Три скам'янілості Yutyrannus huali, знайдені в скельних шарах провінції Ляонін, на сьогодні є найбільшими з відомих зразків м'ясоїдних динозаврів, які зберегли прямі докази наявності пір'я.
Найбільший пернатий динозавр: доросла особина могла важити до 1,4 тонни, досягаючи завдовжки 9 метрів. Примітивне пір'я (нагадує пух курчат) було завдовжки до 15 см. Ця назва перекладається як «прекрасний король у пір'ях». Родова назва — (Yutyrannus) походить від китайського слова yu, 羽 (перо), а видова (Y. huali) — від іншого китайського слова huáli, 华丽 (гарний). Yutyrannus huali був названий і науково описаний у 2012 році Xu Xing et al..

## Опис

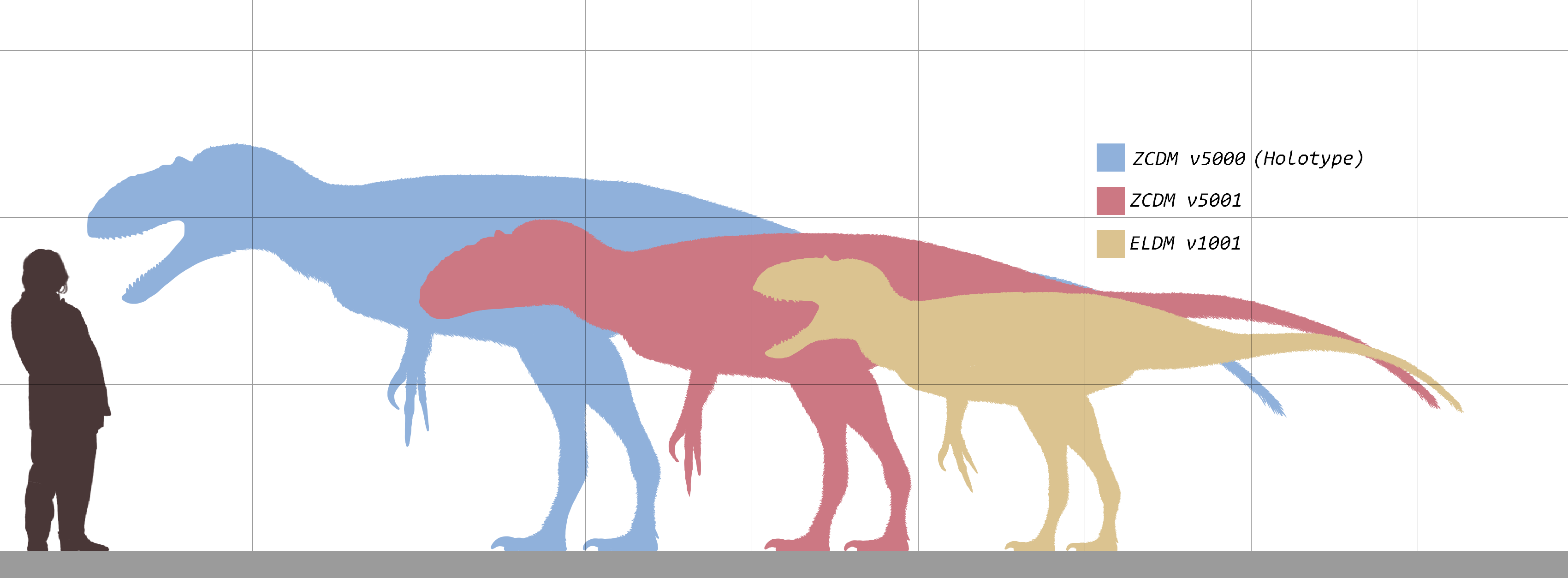
Розміри трьох зразків Yutyrannus у порівнянні з людиною

Ютиранус був великим двоногим хижаком. Голотип і найдавніший відомий екземпляр має приблизну довжину 9 метрів і приблизну вагу у 1414 кілограмів. У 2016 році Грегорі С. Пол дав менші оцінки — 7,5 метрів і 1,1 тонни. Його череп сягав приблизно 905 міліметрів. Черепи паратипів мають довжину 80 сантиметрів і 63 сантиметри, а їхня вага оцінюється в 596 кілограмів і 493 кілограми відповідно.
Винятковість ютиранусів визначається поєднанням трьох факторів. По-перше, всі рештки — чудової збереженості, і є цілих три скелети тварин різного індивідуального віку, так що можна з'ясувати, як ці тварини дорослішали. По-друге, це були гіганти під стать знаменитим тиранозаврам і тарбозаврам, до того ж зі збереженим довгим ниткоподібним пір'ям. По-третє, новий вид і рід відноситься до примітивних представників групи тиранозавридів, що жили на початку крейди (125 млн років тому). До цієї знахідки вважалося, що перші, базальні, представники тиранозавридів були дрібними, а гіганти з'явилися тільки наприкінці крейдового періоду. Крім того, всі гіганти по ідеї повинні були бути вкриті лусками, а не пір'ям. Тепер же палеонтологи переконалися, що примітивні тиранозавриди могли бути й значними за розмірами, і опереними. Тому ютиранус змушує фахівців переглянути гіпотези й про походження і функції оперення, і про еволюцію гігантизму.
Ютіранус поєднує примітивні й просунуті риси тиранозавридів, їхнє поєднання визначає місце цієї тварини серед базальних представників групи. Автори повідомлення в Nature підкреслюють, що вже в нижній крейді існувала велика різноманітність видів і родів тиранозавридів. При цьому населення стародавнього Ляоніна тероризували одночасно два колосальних хижаки — Sinotyrannus і Yutyrannus. Це означає, що тиранозаври, принаймні в цій частині світу, стали домінівною групою чотириногих.

### Пір'я
Колись вважалося, що гігантським тиранозаврам пір'я ні до чого — у них немає фізіологічного завдання зменшити тепловіддачу. Проте нові знахідки змушують переглядати функції пір'яного покриву древніх ящерів. Пір'я у вигляді тонких ниток довжиною 16—20 см розташовувалися на шиї, спині, ногах, вздовж хвоста. Це ті місця, де збереглися його відбитки. Але природно припустити, що довгим пір'ям могло бути покрито все тіло ящера. Можна уявити, як порив вітру роздмухує це розкішне, яскраво забарвлене, тонке, легке вбрання з пір'я, але наукова дійшлість утримує від подібних фантазій: ні колір, ні будову пір'їн, ні їхня щільність і густота поки не відомі. Можливо, що пір'я росло тільки пучками й служило для демонстрації сексуальних достоїнств ящера.